# Gesetz- und Verordnungsblatt für den Freistaat Thüringen
Das Gesetz- und Verordnungsblatt für den Freistaat Thüringen (GVBl.) ist das Verkündungsorgan des Thüringer Landtags für thüringische Landesgesetze (Art. 85 Abs. 1 der Verfassung). Nach § 1 des Thüringer Verkündungsgesetzes werden dort auch Rechtsverordnungen der Thüringer Landesregierung und der Minister veröffentlicht. Das Gesetz- und Verordnungsblatt erscheint seit 1991.

## Geschichte
Am 7. November 1990 gab der Thüringer Landtag einmalig das „Gesetzblatt für das Land Thüringen“ heraus. Dieses enthielt als einziges Gesetz die Vorläufige Landessatzung für das Land Thüringen. Mit Ausgabe Nr. 2 vom 8. Februar 1991 wurde es mit dem von der Thüringer Staatskanzlei herausgegebenen „Verordnungsblatt für das Land Thüringen“ zusammengeführt und unter dem neuen Titel „Gesetz- und Verordnungsblatt für das Land Thüringen“ veröffentlicht; es wurde die Nummerierung des Gesetzblattes fortgeführt.
Mit dem Inkrafttreten der Verfassung des Freistaats Thüringen im Herbst 1993 war eine Umbenennung verbunden: Das Land nannte sich nunmehr Freistaat Thüringen, was zur Folge hatte, dass auch das „Gesetz- und Verordnungsblatt für das Land Thüringen“ umbenannt wurde. Es erscheint seit Ausgabe Nr. 31 vom 29. November 1993 durchgängig als „Gesetz- und Verordnungsblatt für den Freistaat Thüringen“.
Herausgeber und Verleger des Gesetz- und Verordnungsblattes ist der Thüringer Landtag. Der Druck erfolgt bei den Gebr. Frank in Gera. Ein digitaler Zugang besteht über die Parlamentsdokumentation des Landtags.

## Vorgänger
Die Gesetze des Landes Thüringen wurden von 1920 bis 1944 in der vom Thüringischen Staatsministerium in insgesamt 25 Jahrgängen herausgegebenen Gesetzsammlung für Thüringen veröffentlicht. Von 1945 bis 1952 erfolgte die Publikation der Gesetze und Verordnungen für Thüringen im Rahmen des Regierungsblattes für das Land Thüringen.